# Salisbury (Dominica)
Salisbury (também conhecida por Barroui ou Baroui) é uma cidade de Dominica localizada na paróquia de Saint Joseph.